# Lower Beeding
Lower Beeding är en ort och civil parish i Storbritannien.   Den ligger i grevskapet West Sussex och riksdelen England, i den södra delen av landet, 50 km söder om huvudstaden London. Lower Beeding ligger 100 meter över havet och antalet invånare är 1 001.
Terrängen runt Lower Beeding är platt.Runt Lower Beeding är det tätbefolkat, med 319 invånare per kvadratkilometer. Närmaste större samhälle är Horsham, 5,8 km nordväst om Lower Beeding. Trakten runt Lower Beeding består till största delen av jordbruksmark.